# Vacuna

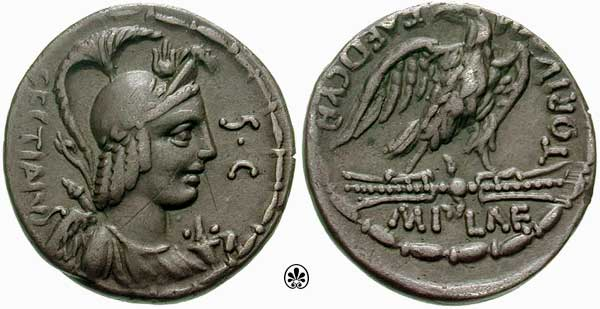
denarius romano, raffigurante Vacuna.

Vacuna (latino Vacuna) era un'antichissima dea sabina.
Poco ci è giunto riguardo ad essa.

## Descrizione
Vacuna figlia di Sabo (latino Sabus), personaggio della mitologia sabina, dalla quale deriverebbe la radice sab che unisce Sabini Sabelli e Sanniti, figlio del dio Sanco (latino Sancus), antica divinità Osco-Umbra chiamato da alcuni Giove Fidius che veniva assimilato ad Eracle. Era considerato protettore dei giuramenti, e per questa ragione la sua radice etimologica si fa risalire al verbo sancire.
Vacuna era venerata, prima dai Sabini poi dai Romani, come patrona del riposo dopo i lavori della campagna. Divinità di ampio utilizzo, ma soprattutto riconosciuta e invocata per la fertilità, legata alle fonti, alla caccia, e al riposo, la radice del suo nome è ancor oggi largamente utilizzato, facile è riconoscerla in tutto ciò che induce al riposo e alla contemplazione: Vacare; Vacante; Vacanze; Vacuare; Vacuo; Vagabondare. Quindi, unitamente ai pacifici luoghi appenninici dell'Italia centrale, si può definire la divinità del riposo. Molti sono i luoghi etimologicamente riconducibili a Vacuna: Vacone; Bacugno; Bocchignano; Mansio ad Vacanas, che sorgeva in prossimità della Valle di Baccano, (Bacane) (La mansio è composta di un'area adibita al riposo del viaggiatore) e altri, tutti nell'Italia centrale.
Vacuna, è stata anche identificata, da autori antichi, con la dea Vittoria ed in seguito con Cerere, Minerva e Diana, e, in epoca ancora più tarda, con Nike.

## Culto
Aveva un santuario fatiscente presso la villa di Orazio, i cui resti secondo alcuni sono stati identificati nei pressi di Licenza (RM) e secondo altri nei pressi di Bacugno (RI) o Vacone (RI), che prendono il nome proprio dalla dea sabina, fin dalla fondazione. In suo onore, all'inizio dell'inverno veniva celebrata la festività dei Vacunalia.

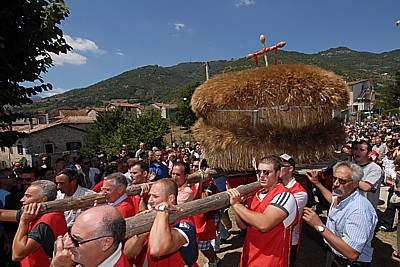
Il Manocchio, residuo del culto di Vacuna, portato in processione a Bacugno

Il culto di Vacuna sopravvisse all'avvento del cristianesimo, dal quale fu probabilmente assimilato, e in alcuni paesi della Sabina è sopravvissuto fino ad oggi. Infatti in alcuni borghi dell'alta valle del Velino (come Sigillo di Posta, Villa Camponeschi di Posta o Colle Rinaldo di Borgo Velino) si usa ancora portare in processione Lu Manocchiu, un grosso covo di spighe di grano offerto come ringraziamento alla divinità.
A Vacone si tiene ogni anno una rievocazione storica in costume dei festeggiamenti in onore di Vacuna (denominata Sacra Vacunae, a fine giugno).